# Marjan Mesec
Marjan Mesec (ur. 14 sierpnia 1947 w Kranju) – jugosłowiański skoczek narciarski, reprezentant klubu SK Triglav Kranj, dwukrotny uczestnik zimowych igrzysk olimpijskich, w latach 1973–1977 rekordzista Jugosławii w długości skoku narciarskiego.
Wystartował w konkursie skoków w ramach Zimowych Igrzysk Olimpijskich 1968 w Grenoble. W zawodach zajął 38. miejsce po skokach na 73,5 oraz 69 metrów. Na igrzyskach w 1972 w Sapporo uczestniczył w dwóch konkursach olimpijskich. W obu uplasował się na 37. pozycji.
W latach 1968–1974 startował także w konkursach rozgrywanych w ramach Turnieju Czterech Skoczni. Najwyższe miejsce zajął 30 grudnia 1972 w Oberstdorfie, gdzie był dwunasty.
W 1971 i 1973 zwyciężył w Turnieju Schwarzwaldzkim, rozegranym na skoczniach Adlerschanze w Schönwaldzie i Adlerschanze w Hinterzarten.
W 1973 na skoczni w Oberstdorfie wyrównał, a następnie poprawił rekord Jugosławii w długości skoku narciarskiego. Skoczył 158 metrów, co było rezultatem o osiem metrów lepszym od dotychczasowego rekordu Petera Štefančiča. Jego wynik był rekordem Jugosławii do 1977, kiedy to poprawił go Bogdan Norčič.